# Samsonowice
Samsonowice (niem. Spillendorf)  – wieś w Polsce położona w województwie dolnośląskim, w powiecie średzkim, w gminie Kostomłoty.

## Podział administracyjny
W latach 1975–1998 miejscowość administracyjnie należała do województwa wrocławskiego.

## Demografia
Według Narodowego Spisu Powszechnego (XI 2021 r.) liczyły 69 mieszkańców. Są najmniejszą miejscowością gminy Kostomłoty.